# La Cruz, El Fuerte
La Cruz är en ort i Mexiko.   Den ligger i kommunen El Fuerte och delstaten Sinaloa, i den västra delen av landet, 1 200 km nordväst om huvudstaden Mexico City. La Cruz ligger 79 meter över havet och antalet invånare är 101.
Terrängen runt La Cruz är platt. Runt La Cruz är det ganska glesbefolkat, med 23 invånare per kvadratkilometer. Närmaste större samhälle är El Fuerte de Montes Claros, 7,6 km nordost om La Cruz. I omgivningarna runt La Cruz växer huvudsakligen savannskog.